# Christiern Pedersen
Christiern Pedersen (født ca. 1480 i Hillerød, død 16. januar 1554 i Helsinge) var en dansk teolog, forfatter, bogtrykker og oversætter.
Han blev kannik i Lund og opholdt sig i Paris 1508-15, hvor han tog sin magistergrad og udarbejdede en latinsk ordbog med dansk oversættelse. Peder Laales ordsprog gengav han ligeledes på latin og dansk. Hertil kom en samling prædikener under navnet Jærtegnspostillen trykt i Paris i 1515 og det største værk, der var trykt på dansk. Den fuldstændige titel beskriver også indholdet: Alle Epistler oc Euangelia som lesiss alle Søndage om aared. sammeledis Jule dag Paaske dagh. Pingetz dag. meth deriss vdtydning oc glose oc eth Jertegen till huer dag meth flere artickle som alle menniske nyttelige ere. Jærtegnene var ellers netop, hvad Pedersen selv tog afstand fra som lutheraner, og i forordet til sin oversættelse af Det Nye Testamente fra 1529 bad han læseren om at overse dem. Jærtegnspostillen forblev dog udbredt læsning, og i Holbergs "Peder Paars" nævnes postillen som en del af kirkelivet på Anholt. Senere brugere af værket har overstreget flere afsnit om mariadyrkelse.
Pedersens hovedindsats blev dog udgivelsen af editio princeps (førsteudgaven) af Saxos danmarkskrønike (Gesta Danorum, Paris 1514), baseret på et nu forsvundet håndskrift.
Han var Christian 2.s mand og opholdt sig hos kongen under dennes flugt til Nederlandene. Her sluttede han sig til den lutherske reformation og øvede selvkritik på sine tidligere, katolske publikationer. Han boede senere i Malmø og København, og han fik til opgave at oversætte Bibelen til dansk. Det er uvist, i hvor høj grad denne oversættelse ligger til grund for den såkaldte Christian 3.s bibel.
Den første danske oversættelse af Bibelen (1550) ved Christiern Pedersen forefindes i Helsinge kirke. Den store sprogreformator døde i 1554 i Helsinge efter ti års ophold i byen. Den smukke mindemur i Gadekærsanlægget i Helsinge by blev rejst i 1956 til Christiern Pedersens minde.
Christiern Pedersens betydning ligger ikke så meget i hans selvstændige forfatterskab, men snarere i den indflydelse, hans sprog og fremstillingsevne har haft for det danske skriftsprogs udvikling. Hans sikre ortografi blev en rettesnor for skribenter og bogtrykkere.
Som Christian 2.s hofhistoriker kom han frem til, at kongen var en direkte efterkommer af Holger Danske. Pedersen oversatte historierne om Ogier le Danois til dansk, og gjorde helten til søn af en dansk 800-tals sagnkonge Gøtrik. I 1534 udgav han sin oversættelse som Holger Danskes Krønike på sit trykkeri i Malmø. Han havde moderniseret korstogsberetningen ved at gøre saracenerne til tyrkere, som Karl den Store i hans oversættelse gik til kamp mod uden for Roms porte. Beretningen kan læses som propaganda for Christian 2.s reformation som en art korstog mod katolicismen.
De sidste ti år af sit liv var han nervesvækket og boede hos en slægtning i Helsinge. I 1850-56 blev hans Danske Skrifter genudgivet i fem bind af Carl Joakim Brandt.